# ソジュ
ソジュ（朝: 소주、朝鮮漢字: 燒酒、燒酎）は、朝鮮半島で製造されている蒸留酒。朝鮮半島で古くから伝わる伝統酒の一種。日本の焼酎に相当するものであるため、韓国焼酎ともいわれる。
伝統的にコメから造られてきたが、第二次世界大戦・朝鮮戦争後から経済成長期にかけてのコメ不足を契機としてジャガイモ、コムギ、オオムギ、サツマイモ、タピオカなどのでんぷんを加えたソジュや、完全にこれらの原料から作るソジュが造られるようになっている。
ソジュは無色透明であり、アルコール度数は20%から45%までと様々だが、20%がもっとも一般的になっており、健康志向からか度数の低いソジュが好まれる傾向が1990年代以降に強まっている。その味はウォッカなどと似ているが、製造過程で砂糖や香料が加えられることもあるので若干甘めである。また、多くの銘柄で酸味料が添加されていることも、日本の焼酎との違いといえる。
ソジュは中国語の「焼酒」（拼音: shāojiǔ）から来ている。英語のブランデーもオランダ語が語源で元の意味は「焼いたワイン」（brandewijn = burned wine）であったことから、偶然にせよ洋の東西で蒸留酒が同じような語源をもつ言葉で表されていることになる。

## 歴史

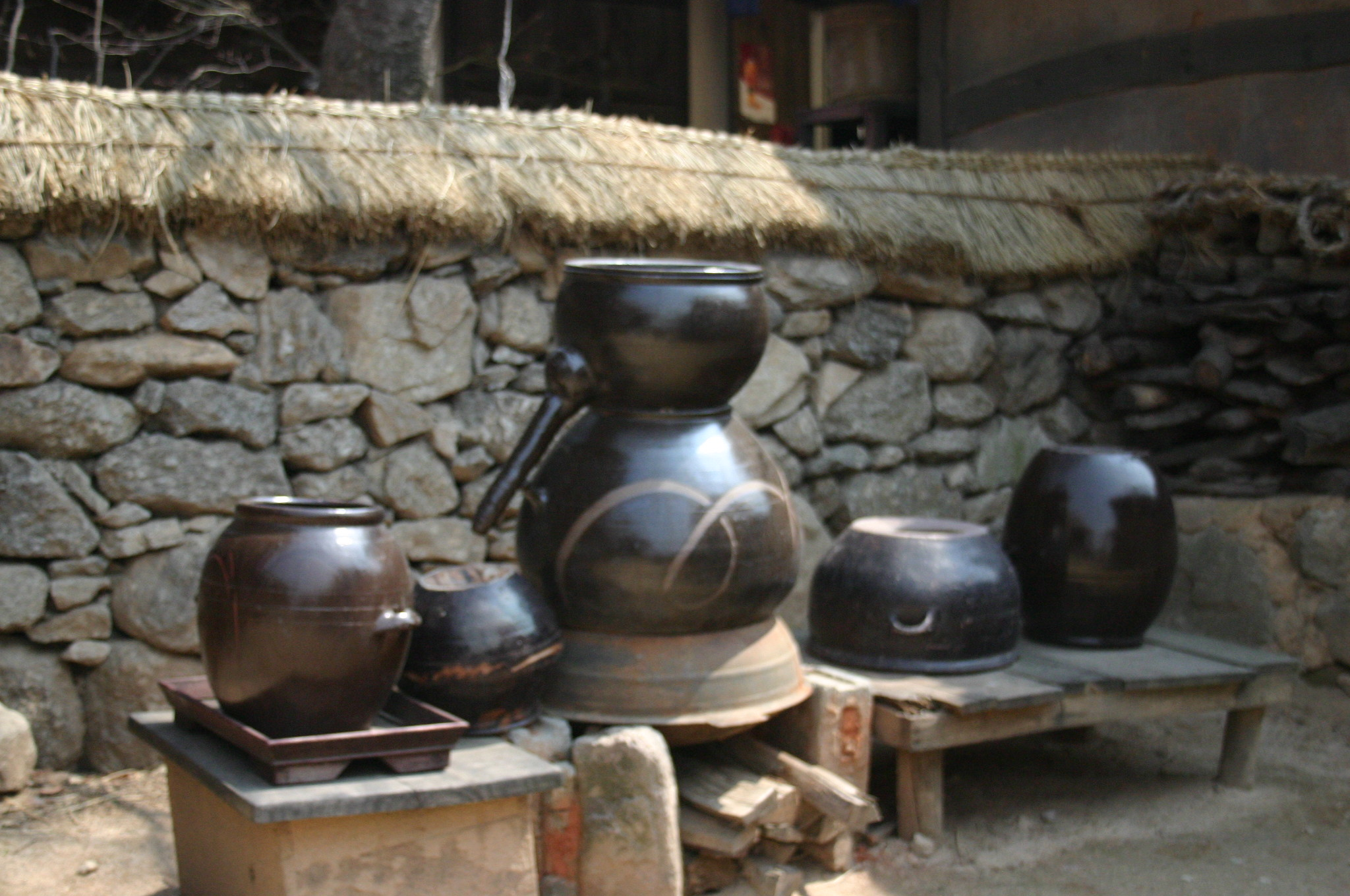
伝統的なソジュ造りを再現した展示

ソジュは1300年頃、高麗が元王朝の支配下にあった時期にはじめて製造された。1256年以降のモンゴルの中央アジア・中東征服の過程で、ペルシャ人からモンゴル人にアラック（arak）という蒸留酒の製法が伝わっていた。アラックは中国や高麗などモンゴル人が支配する各地へも伝わり、高麗の首都・開城の付近にもアラックを造る蒸留所ができた。これがソジュにつながっている。開城付近では、ソジュはアラクジュ（아락주）の名でも呼ばれている。もとはソジュを飲んで死んだ人もいるほどにきつい酒であった。製造が難しく高級酒とされ、主に王室や両班のような支配階層に飲まれた。薬用に飲まれることも多かった。家庭料理集である『飲食知味方』などに醸造法が記録されていることで民間でもよく製造された。また、甘紅露、竹瀝膏、梨薑酒なと多くの種類のソジュが製造された。これらは、クモノスカビでコメを発酵させマッコリにし、重ねた壷でマッコリを単式蒸留するという方法であった。
日本統治時代に大衆化が始まり、日本から「燒酎」（ハングル表記は「燒酒」と同じ）表記や、コウジカビと連続蒸留装置を用いて大量に生産する方式（日本の「焼酎甲類」と同様のもの）が取り入れられた。1916年、朝鮮全土で醸造所の数は28,404か所にも達した。ただ、この時期に梨薑酒など伝統焼酒は消えた。代表的なメーカーである眞露（ジンロ）は1924年に平安南道龍岡郡で張学燁が創業した真泉醸造商会が前身で、朝鮮戦争で南へ逃れ、1953年にソウルに移転している。

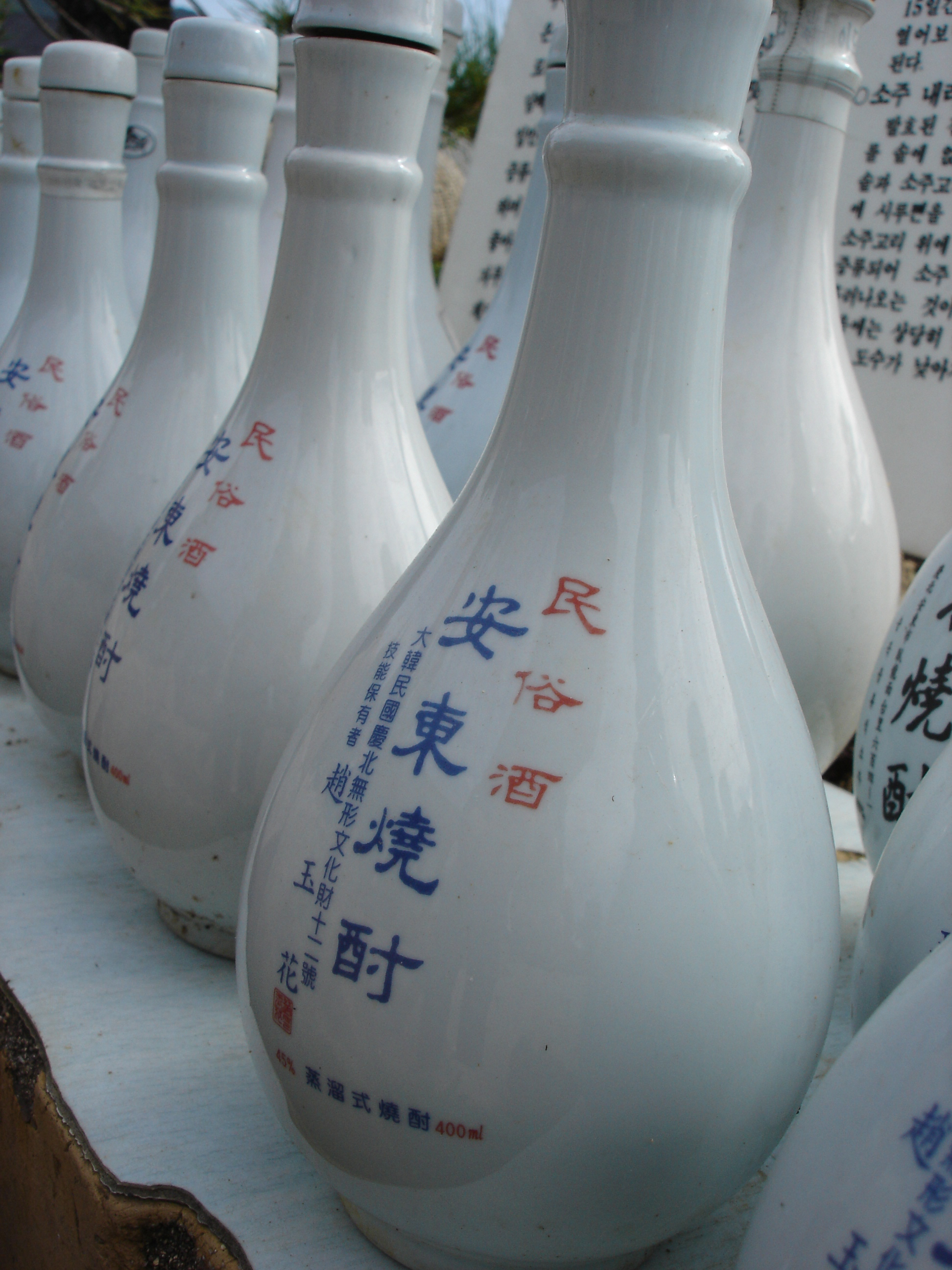
安東焼酒

戦後の高度成長期の韓国ではコメ不足が起こったため、1965年から1991年の間、政府は穀物を発酵させたもろみから直接ソジュを蒸留するという伝統的な製法を禁じていた。代わりにイモやタピオカなど様々な原料を元に蒸留させた度数の高いエタノールを水と混ぜ希釈し、甘味料などで人工的に味をつけた希釈式ソジュが造られるようになった。伝統的製法に対する規制は既に撤廃されているが、安いソジュはなおこうした製法で造られている。韓国政府は希釈式ソジュのアルコール度数を35%以下と定めている。一方で、地方のソジュ業者には伝統的な蒸留法でのソジュ製造に立ち返るところもある。慶尚北道安東市で造られているものはその代表で、アルコール度数は45%に達する。

## ブランド
眞露（ジンロ）は2007年に7,200万ケースを販売した韓国最大のソジュ製造業者であり、その中でも現在のところ『チャミスル（참이슬）』という竹炭で複数回濾過していることを売りにする製品に人気がある。眞露は1968年に南ベトナムに進出して以降、“JINRO”の国外輸出専用ブランドに改めたうえで80カ国以上へ輸出を行い、韓流ブームを経験した日本などで一時期人気があった。全北特別自治道の工場では、かつて統合前における別会社のブランドである『ハイト（하이트）』の生産拠点がある。
眞露『チャミスル』に対抗しているのがロッテ七星飲料（チルソンウムリョ、롯데칠성음료）の酒類部門が製造する『チョウムチョロム（처음처럼）』で、順調にシェアを伸ばしている。
しかし、ソジュは地域ごとに地元ブランドが愛飲されるという特徴もある。1970年代にはソジュ業者の過当競争を防ぐため、政府は一道一社の原則を定めていた。1988年にこの原則は廃止されたが、地方メーカーが他地方に進出するには困難も多く、各地方の代表的メーカーの地位はまだ揺らいでいない。
釜山では大鮮酒造（デソンジュジョ、대선주조）の『C1ソジュ（シウォンソジュ、시원소주）』に人気がある。大邱、慶北圏では金福酒（株）（クムボクジュ、금복주㈜) で製造される『チャム(참) 』が人気。慶尚南道および蔚山市では、昌原市馬山の舞鶴（ムハク、무학）が製造している『ジョウンデー（좋은데이）』や『ホワイトソジュ（화이트소주）』の人気が高く、済州特別自治道では『ハルラサンソジュ（漢拏山ソジュ）』の人気が極めて高い。全羅南道および光州では、宝海醸造（ボヘヤンソ、보해양조）が製造する、100％自然由来の甘味料を使用していることをうたう『イプセジュ（잎새주）』に人気がある。また、『キョンウォル（鏡月）』や『チョウムチョロム』を造っている斗山→ロッテ七星飲料の酒類事業も、もとは拠点としている江原道（現：江原特別自治道）に強いメーカーであった。
なお、最近は眞露が首都圏やその周辺の道でのシェアが地場銘柄よりも高く、一道一ソジュの傾向は崩れつつある。

## 消費

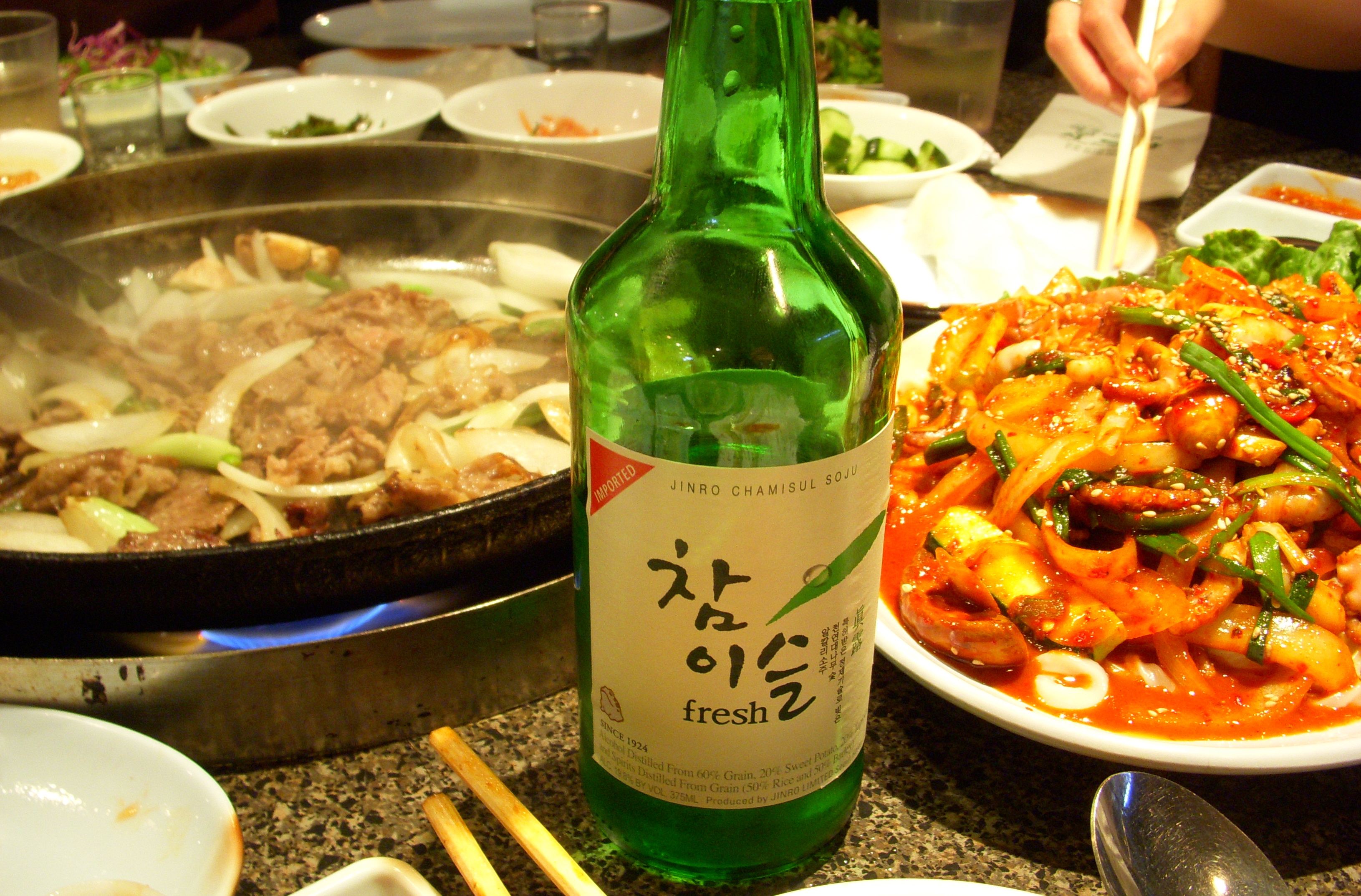
朝鮮料理とソジュ

ビール、ウィスキー、ワインなどの消費が韓国では高まっているが、ソジュは手に入れやすさと安さから現在も韓国で最もポピュラーな酒類である。2004年には韓国国内で30億本以上が消費され、2006年には韓国の20歳以上の成人は一人平均90本のソジュを1年間に消費するという調査結果が出た。
伝統的にはソジュはそのままストレートで飲むものだが、ソジュの入ったグラスをビールの入った大きなジョッキへ落とす「爆弾酒」、逆にソジュの中にビールの入ったグラスを落とす「水素爆弾酒」など飲みやすく酔いが一気に回る飲み方もなされる。

## 小瓶について
ソジュの小瓶は、韓国共通であり、一貫して緑色の360ml入りで供給されている。例外もあり、漢拏山ソジュの瓶は、緑色の瓶と同型だが、透明の瓶である。
これは、1994年に当時の斗山が発売した『グリーンソジュ』がソジュで初めて緑色の小瓶を採用し、主要販売エリアの江原道に留まらず、韓国全体でヒットしたため、競合する他社も相次いで採用したため、今や全てのソジュを扱うメーカーで使用されている。このため、2010年には「ソジュの瓶の共用化協約」により、各社で瓶の形式を統一し、リターナブル瓶を使用している銘柄（主に低価格のもの）単位での利用である。

## 広告活動
どのメーカー・銘柄であっても広告媒体に女優や韓国人K-POPアイドルなど、25歳以上の美女タレントといったイメージキャラクターを積極的に起用する。メインターゲットである若い男性に合わせたもの。
近年主力となっている果物の味付き低度数ソジュや、炭酸入りのフルーツソジュは、若い女性がメインターゲットのため、女性ファッションモデルなどが主な広告イメージキャラクターである。